# هربرت إس. بيغيلو
هربرت إس. بيغيلو هو سياسي أمريكي، ولد في 4 يناير 1870 في إلخارت في الولايات المتحدة، وتوفي في 11 نوفمبر 1951 في سينسيناتي في الولايات المتحدة. نشط حزبياً في الحزب الديمقراطي. وقد انتخب عضو مجلس نواب أوهايو ‏ وانتخب عضو مجلس النواب الأمريكي ‏.